# 21 Dywizjon Artylerii Ciężkiej (1939)

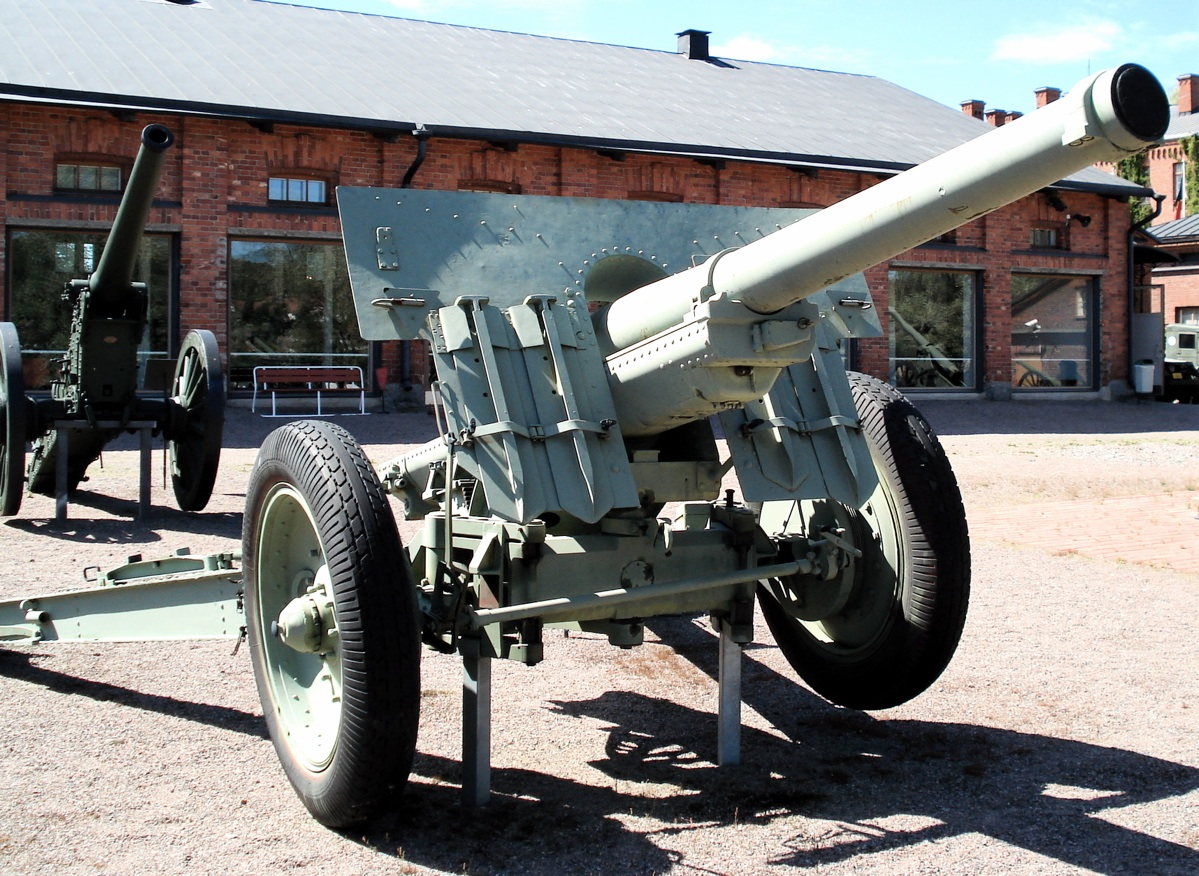
Armata 105 mm wz. 29

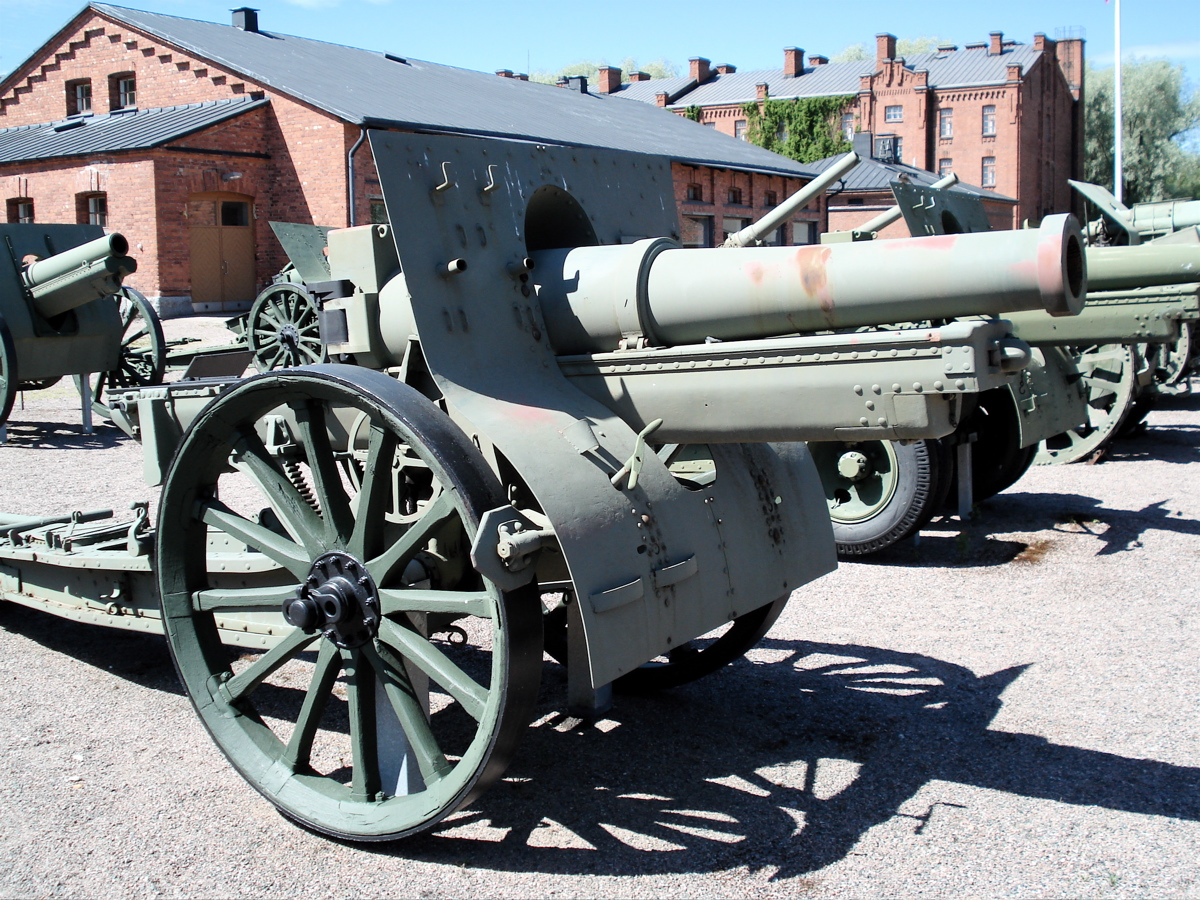
haubice kal. 155 mm wz. 17

21 dywizjon artylerii ciężkiej (21 dac) – pododdział artylerii ciężkiej Wojska Polskiego II RP.
Dywizjon nie występował w pokojowej organizacji wojska. Został sformowany przez 5 pułk artylerii ciężkiej z Krakowa.

## 21 dac w kampanii wrześniowej

### Mobilizacja
21 dywizjon artylerii ciężkiej został sformowany zgodnie z planem mobilizacyjnym „W” jako dywizjon typu II w dniach 24–26 sierpnia 1939 roku, w garnizonie Kraków, w mobilizacji alarmowej, w grupie jednostek oznaczonych kolorem żółtym. Jednostką mobilizującą był 5 pułk artylerii ciężkiej. 25 sierpnia 1939 roku dywizjon wymaszerował z koszar do rejonu mobilizacyjnego 12 km wschód od Krakowa i tam ukończył mobilizację. W trakcie wyposażania pododdziału wystąpiły braki w wyposażeniu i uzbrojeniu indywidualnym. Między innymi zabrakło około 50% plecaków oraz pistoletów i karabinków dla telefonistów, którym w zamian wydane zostały bagnety. Dwie radiostacje typu N2 otrzymało jedynie dowództwo dywizjonu. 26 sierpnia 1939 roku dyon otrzymał konie z poboru, które w większości były nieodpowiednie dla artylerii ciężkiej. Po zakończeniu mobilizacji dywizjon został podporządkowany dowódcy 21 Dywizji Piechoty Górskiej. Do 29 sierpnia prowadzono kucie koni. Tego dnia 21 dac pomaszerował do Krakowa, gdzie na stacji Kraków-Wisła załadowano dywizjon do transportów kolejowych. Po nocnej jeździe w godzinach przedpołudniowych 30 sierpnia transporty przybyły do Białej koło Bielska. Przemaszerowano do Pisarowic. 31 sierpnia rozpoznano stanowiska ogniowe i punkty obserwacyjne i podjęto ich budowę. 

### Działania bojowe
1 września 1939 roku 21 dac zajął rano punkty obserwacyjne, a przed południem stanowiska ogniowe: dwa działony 1 baterii armat zajęły na skraju Starego Bielska, a 2 bateria haubic i reszta 1 baterii, 3 km na wschód od Starego Bielska. 2 września kontynuowano prace inżynieryjne i maskujące bez styczności z wrogiem. Wieczorem na rozkaz dowództwa 21 DPG zwinięto stanowiska i punkty i podjęto marsz w kierunku Kęt. Podczas zwijania linii telefonicznych łącznościowcy zostali ostrzelani przez dywersantów, podczas zamieszania zdezerterował z 1 baterii ppor. rez. B. Nitsche. Od świtu 3 września 21 dac maszerował szosą Bielsko-Kęty, osiągając wieczorem rejon Witanowice-Kalwaria Zebrzydowska. Podczas dziennego marszu 4 września osiągnięto rejon na wschód od Radziszewa za Skawinką, gdzie zajęto stanowiska ogniowe. Rano 5 września po opadnięciu mgły dywizjon skutecznie ostrzelał kolumnę niemieckiej 44 DP maszerującą szosą Wadowice-Kraków. Po południu niemiecka piechota z wozami pancernymi atakowała pozycje obronne 21 DPG wzdłuż szosy na Kraków na odcinku Głogoczów-Krzywaczka. Prowadzony przez 2 godziny ostrzał 21 dywizjonu przyczynił się do odparcia niemieckich ataków. Do wieczora przy wsparciu ognia dywizjonu, załamano 3 natarcia niemieckie. Dodatkowo 1 bateria armat obezwładniła niemiecką baterię na kierunku Wielkie Drogi. Po zmroku dywizjon podjął odwrót w kierunku Puszczy Niepołomickiej. W trakcie zwijania stanowisk została ostrzelana przez artylerię niemiecką 1 bateria. 
O świcie 6 września po krótkim odpoczynku 21 dac pomaszerował na Kłaj. Na wschód od Kłaju rozpoczęto zajmowanie stanowisk, jednak rozkazem dowództwa dywizji podjęto dalszy marsz w kierunku Bochni. W trakcie marszu 1 bateria i tabory dywizjonu stały się celem, ataku lotnictwa niemieckiego. Poległ 1 kanonier, 8 zostało rannych, a 1 zaginął, stracono wiele koni i połowę wozów taborowych. W rejon Bochni dywizjon dotarł ok. południa, w tym czasie miasto zaatakowała niemiecka 2 Dywizja Pancerna, obronę miasta wsparła 2 bateria haubic i potem baterie  21 pułku artylerii lekkiej. Bateria 2/21 dac wspierała obronę do wieczora niszcząc kilka niemieckich czołgów, wystrzelała całą posiadaną amunicję. Wieczorem 2 bateria haubic wraz z resztą dywizjonu wycofała się do Radłowa, schodząc ze stanowisk ogniowych 2 bateria haubic została ostrzelana przez artylerię niemiecką. 7 września 21 dac maszerował przez lasy borzęcińskie bez styczności z wrogiem. W rejonie dworu Radłów nastąpiła koncentracja kolumn dywizjonu. Przed wieczorem tego dnia niemieckie czołgi zaatakowały Radłów, 1 bateria odskoczyła na Biskupice Radłowskie następnie przeprawiła się na drugą stronę Dunajca, docierając do Żabna. Dowódca 1 baterii otrzymał rozkaz od dowódcy 21 dac marszu do Dębicy i oczekiwania na resztę dywizjonu. Na wniosek oficera piechoty ostrzelano Radłów 25 pociskami, z uwagi na kwaterowanie w nim sztabu jednostki pancernej. O świcie 8 września bateria 1/21 dac dotarła do Dębicy. Z uwagi na pojawienie się niemieckich patroli w okolicy Dębicy 1 bateria armat podjęła dalszy marsz docierając o świcie 9 wrześni do Luszowic. Most pod Luszowicami załamał się pod armatą, bliskość niemieckich patroli doprowadziła do paniki w baterii, w jej wyniku rozpierzchła się część kanonierów wraz z końmi. Wobec unieruchomienia całej baterii i obecności w pobliżu zmotoryzowanych patroli niemieckich, kpt. Zajewski wydał rozkaz zakopania zamków armat i amunicji. 1 bateria przestała istnieć. 
Reszta 21 dac zebrała się w rejonie Wał-Ruda-Wola Radłowska-Zabawa, po nocnym natarciu piechoty 7/8 września na Radłów i Biskupice i uzyskaniu możliwości przeprawy przez Dunajec 21 dac bez 1 baterii pomaszerował na Radomyśl. 9 września maszerujący wewnątrz grupy taborów i uciekinierów cywilnych 21 dac  w rejonie Kolbuszowej napadnięty został przez podjazd niemiecki. 2 bateria haubic nie mogła się rozwinąć do walki, artyleria niemiecka i niemiecki ckm z wieży kościoła wybiły większość koni w zaprzęgach przy działach. Pomimo prób wyciągnięcia spod ostrzału stojących haubic, nie powiodły się, pojawiły się również czołgi niemieckie, a żołnierze rozpierzchli się. Ppor. Poczman zebrał rozbitków 2 baterii dotarł z nimi do Sanu i przeprawił się pomiędzy Krzeszowem, a Leżajskiem. Wraz z rozbitkami 2 baterii dołączył ppor. Poczman do 23 dywizjonu artylerii ciężkiej dzieląc jego dalsze losy.

## Obsada personalna
dowódca — mjr Franciszek Szałek
- adiutant — kpt. Olgierd Smoleński
- płatnik — ppor. rez. Małecki
- dowódca 1 baterii — kpt. Mateusz Zajewski
  - oficer zwiadowczy — ppor. rez. Bernard Nitsche (zdezerterował)
  - oficer ogniowy— ppor. Majchrzak
  - szef baterii — ogn. Maszner
- dowódca 2 baterii — por. rez. Dominik Łubieński
  - oficer zwiadowczy — ppor. rez. Rościszewski
  - oficer ogniowy — ppor. Wiesław Poczman
  - szef baterii — st. ogn. Piotr Medoń